# Шахтинское сельское поселение (Пермский край)
Шахтинское се́льское поселе́ние — бывшее муниципальное образование в Кизеловском муниципальном районе Пермского края Российской Федерации.
Административный центр и единственный населённый пункт — посёлок Шахта.

## История
Статус и границы сельского поселения установлены Законом Пермской области от 27 декабря 2004 года № 1981-433 «Об утверждении границ и о наделении статусом муниципальных образований административной территории города Кизела Пермской области»
Упразднено в 2018 году вместе с другими поселениями муниципального района путём их объединения в Кизеловский городской округ.

## Население
| 2005 | 2010  | 2012  | 2013  | 2014  | 2015 | 2016 |
| ---- | ----- | ----- | ----- | ----- | ---- | ---- |
| 2800 | ↘1109 | ↘1060 | ↘1031 | ↘1012 | ↘995 | ↘958 |
| 2017 | 2018  |       |       |       |      |      |
| ↘924 | ↘878  |       |       |       |      |      |